# RT电视台
RT电视台（前英文全稱為），是俄罗斯國營電視台，定位国际新闻频道，也是第一家全数字化的俄罗斯电视频道，通过卫星、有线电视及网络播出。RT以英语、阿拉伯语和西班牙语向全球播出。

## 概要
2005年12月10日啟播，有将近100名英語記者在全球報導。
2009年將「今日俄羅斯」（Russia Today）以縮寫「RT」為正式名稱，與2013年底立案的同英譯名稱國際新聞社不同。不過後來中文推廣時，曾一度使用「Russia Today」。新华社和中国中央电视台等中华人民共和国国营媒体译为「今日俄罗斯电视台」。
2015年5月15日，RT開始運營一個中文YouTube帳戶，提供許多節目和視頻服務中文觀眾。RT後來在中國視頻网站哔哩哔哩、優酷網和土豆網及社交平台微博開設官方帳戶。但并未在中国大陆落地，其电视服务一般只提供給中國境內三星級或以上的涉外賓館酒店、外國人居住區、領事館及大使館。
2017年11月13日，美国司法部将RT列入外国代理人名单。

## 爭議与批评
RT是俄羅斯國營電視台，主要進行對外政治宣傳，被西方国家认明顯偏袒克里姆林宮方面的觀點；RT電視台曾發生兩位美籍女主播阿比·馬丁（Abby Martin）與利茲·沃爾（Liz Wahl）受不了就在節目播出中脫稿砲轟、或乾脆播完辭職走人的情形。俄新社共同創辦「TV-Novosti」而在朱利安·阿桑奇主持RT節目一事被波及，澄清RT依俄國法律是獨立法人，也無RT監理會或管理機構代表，其運作並不相干；及至俄羅斯總統普丁下令清算俄新社等官媒整併成今日俄羅斯時，俄新社英文報導不但指出政府嚴加管控媒體，還諷刺RT是「克資英語電視頻道」（Kremlin-funded English-language television channel）。
2016年10月17日，英國國民西敏寺銀行突然宣布將停止RT員工的所有金融服務，RT總編輯玛格丽塔·西蒙尼扬在推特發文反諷「我們所有員工的帳戶都會被關閉，但這個決定沒有經過他人審核。真該說：『言論自由萬歲！』」；但實際尚未執行，截至2017年2月雙方仍在協調中。2016年11月23日，欧洲议会通過《歐盟策略傳播以抵制第三方反歐盟宣傳》（EU strategic communication to counteract anti-EU propaganda by third parties）議案，認定俄國利用各種工具，如RT電視台、衛星通訊社等，意圖分裂歐盟而進行宣傳戰；對此，普丁反諷「目睹西方社會民主觀的墮落」、「祝賀（衛星通訊社和RT電視台）記者們出色地完成了自己的工作」。
2017年11月，中華人民共和國《環球網》總編輯胡錫進表示：“我認為，RT電視台做得很棒，為很多西方國家的媒體做出了一個榜樣，直言不諱，非常有戰鬥力。我去過RT電視台，他們的硬件裝備並不是很先進，但是影響很大。他們在做到了很多第三世界國家媒體做不到的，我很佩服他們。不僅是美國，英國也曾對RT採取過不好的行動，但是這恰恰證明了：RT有影響力，才會遭到這樣的打擊報復和壓制。我希望他們能夠堅持下去，別怕西方對他們的壓力。”
2024年9月13日。加拿大外交部长梅兰妮·乔利宣布强烈反对俄罗斯国家媒体RT的非法活动，并根据加拿大情报机构的说法，俄罗斯开始全面入侵乌克兰后，RT开始积极参与俄罗斯的全球虚假信息和影响力活动，充当俄罗斯情报部门的延伸，并利用国家支持的网络黑客攻击，还招募包括加拿大人在内的西方政治评论员和意见领袖，以利用他们来进行心理和信息行动、秘密影响和组织军事采购，其目的是削弱盟友对乌克兰的支持。外交部长梅兰妮·乔利强调，通过揭露RT的活其与克里姆林宫的关系，加拿大坦诚地让俄罗斯知道，它不会容忍任何旨在干涉该国内政的行为，并且不会在RT干涉其他主权国的事条时袖手旁观。

## 制裁
2014年4月至5月，發生了多起RT記者被拒絕進入烏克蘭領土的案件，理由是他們無法“證明訪問目的合理”（儘管獲得了烏克蘭中央選舉委員會的認可）或“沒有足夠的資金”。
2014年8月19日，RT頻道與其他俄羅斯聯邦電視頻道因「戰爭宣傳」而被禁止在烏克蘭播出。
2022年2月2日，德国监管机构决定禁止播放俄罗斯RT频道的德语节目。2月26日，因俄罗斯入侵乌克兰，澳大利亚宣布禁止俄罗斯RT频道在该国的落地播出；3月11日，该台的YouTube账号被封禁，三天後该台在odysee視頻網站開設直播。
2024年9月13日，美国财政部宣布对俄罗斯媒体集团RT及其首席执行官德米特里·基谢廖夫实施制裁，其下3个附属组织RT“TV-Novosti”以及自治非营利组织“Eurasia”及其负责人Nelly Parutenko也被列入黑名单。美国国务卿安东尼·布林肯表示，制裁目的旨在削弱俄罗斯宣传媒体RT的全球影响力，并暴露其在克里姆林宫入侵乌克兰行动中的关键作用，包括制止俄罗斯媒体网络的军事采购。9月17日，Facebook、WhatsApp和 Instagram的所有者Meta宣布，禁止使用欺骗手段在网上进行秘密影响行动的俄罗斯国家媒体网络在其平台上运营。
2024年10月1日，欧洲委员会议会大会通过一项「欧洲的宣传和信息自由」（Freedom of publicity and information in Europe）的决议，支持对RT等俄罗斯媒体实施有针对性的制裁，并称这些媒体的活动违反了新闻道德，对成员国的国家安全构成威胁。

## 備註
1. ↑  参见其哔哩哔哩官方账号的介绍。
2. ↑  TV-Novosti在俄羅斯稅務資料中，創立者登記俄新社[15]。